# ۱۰۹۹ (میلادی)
۱۰۹۹ میلادی یکی از سال‌های سده یازدهم گاه‌شماری میلادی بود.

## رویدادها
- ۱۵ ژوئیه - اورشلیم به دست صلیبیون در نخستین جنگ صلیبی تسخیر شد.
- ۲۲ ژوئیه - اولین جنگ صلیبی: گادفری بوین به عنوان اولین مدافع کلیسای مقبره مقدس پادشاهی اورشلیم انتخاب شد.

## درگذشت‌ها
- ۲۹ ژوئیه - اوربان دوم، پاپ کلیسای کاتولیک (ز. ۱۰۳۵)